# Paris-Roubaix espoirs 2015
La 48e édition de Paris-Roubaix espoirs a eu lieu le 31 mai 2015. La course fait partie du calendrier UCI Europe Tour 2015 en catégorie 1.2U.
L'épreuve a été remportée en solitaire par le Suisse Lukas Spengler 54 secondes devant un groupe de neuf coureurs réglés au sprint par le Belge Jenthe Biermans (SEG Racing) devant le Français Hugo Hofstetter (CC Étupes).

## Présentation

### Équipes
Classé en catégorie 1.2U de l'UCI Europe Tour, Paris-Roubaix espoirs est par conséquent ouvert aux équipes continentales professionnelles belges, aux équipes continentales, aux équipes nationales et aux équipes régionales et de clubs.
Vingt-six équipes participent à ce Paris-Roubaix espoirs - neuf équipes continentales et dix-sept équipes régionales et de clubs :
| Équipes continentales          | Équipes continentales | Équipes continentales |
| Nom de l'équipe                | Pays                  | Code                  |
| ------------------------------ | --------------------- | --------------------- |
| AWT-Greenway                   | Tchéquie              | AWT                   |
| Axeon                          | États-Unis            | BDT                   |
| Color Code-Aquality Protect    | Belgique              | CCB                   |
| Rabobank Development           | Pays-Bas              | RDT                   |
| Riwal Platform                 | Danemark              | RIW                   |
| Roth-Škoda                     | Suisse                | ROT                   |
| SEG Racing                     | Pays-Bas              | SEG                   |
| Stölting                       | Allemagne             | STG                   |
| T.Palm-Pôle Continental Wallon | Belgique              | PCW                   |

| Équipes régionales et de clubs | Équipes régionales et de clubs | Équipes régionales et de clubs |
| Nom de l'équipe                | Pays                           | Code                           |
| ------------------------------ | ------------------------------ | ------------------------------ |
| Baguet-MIBA Poorten-Indulek    | Belgique                       | BMP                            |
| BCV Works-Soenens              | Belgique                       | BCV                            |
| BIC 2000                       | France                         | BIC                            |
| BMC Development                | États-Unis                     | BMD                            |
| Chambéry CF                    | France                         | CCF                            |
| CC Étupes                      | France                         | CCE                            |
| CC Nogent-sur-Oise             | France                         | NOG                            |
| Colpack                        | Italie                         | CLP                            |
| Dunkerque Littoral-Cofidis     | France                         | DLC                            |
| EFC-Etixx                      | Belgique                       | EFC                            |
| ESEG Douai-Origine Cycles      | France                         | ESD                            |
| Lotto-Soudal U23               | Belgique                       | LTU                            |
| SCO Dijon                      | France                         | SCD                            |
| Sojasun espoir-ACNC            | France                         | ANC                            |
| USSA Pavilly Barentin          | France                         | PAV                            |
| VC Rouen 76                    | France                         | VCR                            |
| Vendée U                       | France                         | VEN                            |

### Règlement de la course

#### Primes
Les vingt prix sont attribués suivant le barème de l'UCI,. Le total général des prix distribués est de 6 010 €.
| Position | 1er     | 2e      | 3e    | 4e    | 5e    | 6e    | 7e    | 8e    | 9e    | 10e à 20e |
| Prix     | 2 425 € | 1 210 € | 607 € | 305 € | 240 € | 180 € | 180 € | 118 € | 118 € | 57 €      |

## Classements

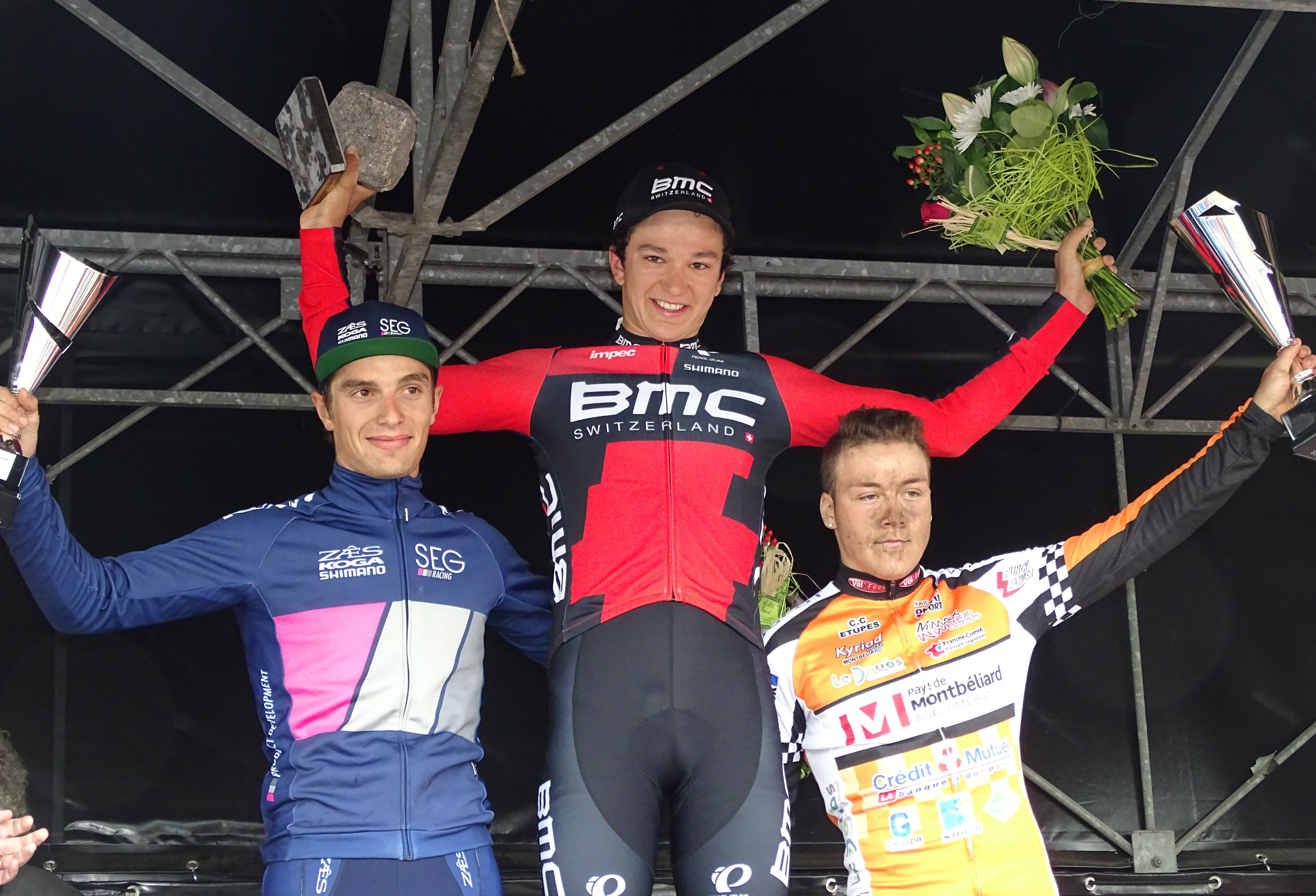
Podium de l'édition 2015 de Paris-Roubaix espoirs : Jenthe Biermans (2e), Lukas Spengler (1er) et Hugo Hofstetter (3e).

### Classement final
| Classement final | Classement final  | Classement final | Classement final            | Classement final  |
|                  | Coureur           | Pays             | Équipe                      | Temps             |
| ---------------- | ----------------- | ---------------- | --------------------------- | ----------------- |
| 1er              | Lukas Spengler    | Suisse           | BMC Development             | en 4 h 9 min 15 s |
| 2e               | Jenthe Biermans   | Belgique         | SEG Racing                  | + 54 s            |
| 3e               | Hugo Hofstetter   | France           | CC Étupes                   | + 54 s            |
| 4e               | Félix Pouilly     | France           | CC Nogent-sur-Oise          | + 54 s            |
| 5e               | Maxime Farazijn   | Belgique         | EFC-Etixx                   | + 54 s            |
| 6e               | Davide Martinelli | Italie           | Colpack                     | + 54 s            |
| 7e               | Jimmy Duquennoy   | Belgique         | Color Code-Aquality Protect | + 54 s            |
| 8e               | Théry Schir       | Suisse           | BMC Development             | + 54 s            |
| 9e               | Stan Godrie       | Pays-Bas         | Rabobank Development        | + 54 s            |
| 10e              | Bas Tietema       | Pays-Bas         | BMC Development             | + 54 s            |
| modifier         |                   |                  |                             |                   |

### UCI Europe Tour
Ce Paris-Roubaix espoirs attribue des points pour l'UCI Europe Tour 2015, par équipes seulement aux coureurs des équipes continentales professionnelles et continentales, individuellement à tous les coureurs sauf ceux faisant partie d'une équipe ayant un label WorldTeam.
| Position,          | 1er | 2e | 3e | 4e | 5e | 6e | 7e | 8e |
| Classement général | 40  | 30 | 16 | 12 | 10 | 8  | 6  | 3  |

## Liste des participants
- Liste de départ complète

| Légende | Légende                                                                    | Légende | Légende                                                    |
| ------- | -------------------------------------------------------------------------- | ------- | ---------------------------------------------------------- |
| Num     | Dossard de départ porté par le coureur sur ce Paris-Roubaix espoirs        | Pos     | Position à l'arrivée de la course                          |
|         | Indique un maillot de champion national ou mondial, suivi de sa spécialité | NP      | Indique un coureur qui n'a pas pris le départ de la course |
| AB      | Indique un coureur qui n'a pas terminé la course                           | HD      | Indique un coureur qui a terminé la course hors des délais |

| Rabobank Development RDT | Rabobank Development RDT | Rabobank Development RDT |
| ------------------------ | ------------------------ | ------------------------ |
| Num                      | Coureur                  | Pos                      |
| 1                        | Cees Bol (NED)           | AB                       |
| 2                        | Martijn Budding (NED)    | 31e                      |
| 3                        | Maarten van Trijp (NED)  | AB                       |
| 4                        | Stan Godrie (NED)        | 9e                       |
| 5                        | Joris Nieuwenhuis (NED)  | 25e                      |
| Directeur sportif : ?    |                          |                          |

| EFC-Etixx EFC         | EFC-Etixx EFC          | EFC-Etixx EFC |
| --------------------- | ---------------------- | ------------- |
| Num                   | Coureur                | Pos           |
| 6                     | Piet Allegaert (BEL)   | 19e           |
| 7                     | Maxime Farazijn (BEL)  | 5e            |
| 8                     | Christophe Noppe (BEL) | 12e           |
| 9                     | Aimé De Gendt (BEL)    | AB            |
| 10                    | Jordi Warlop (BEL)     | 26e           |
| Directeur sportif : ? |                        |               |

| Vendée U VEN          | Vendée U VEN          | Vendée U VEN |
| --------------------- | --------------------- | ------------ |
| Num                   | Coureur               | Pos          |
| 11                    | Fabien Grellier (FRA) | AB           |
| 12                    | Charles Herbert (FRA) | 22e          |
| 13                    | Florian Maitre (FRA)  | 23e          |
| 14                    | Paul Ourselin (FRA)   | 29e          |
| 15                    | Simon Sellier (FRA)   | AB           |
| Directeur sportif : ? |                       |              |

| Colpack CLP           | Colpack CLP             | Colpack CLP |
| --------------------- | ----------------------- | ----------- |
| Num                   | Coureur                 | Pos         |
| 16                    | Simone Consonni (ITA)   | 47e         |
| 17                    | Seid Lizde (ITA)        | AB          |
| 18                    | Oliviero Troia (ITA)    | 32e         |
| 19                    | Davide Martinelli (ITA) | 6e          |
| 20                    | Francesco Rosa (ITA)    | AB          |
| Directeur sportif : ? |                         |             |

| SEG Racing SEG        | SEG Racing SEG            | SEG Racing SEG |
| --------------------- | ------------------------- | -------------- |
| Num                   | Coureur                   | Pos            |
| 21                    | Steven Lammertink (NED)   | 57e            |
| 22                    | Ricardo van Dongen (NED)  | AB             |
| 23                    | Rob Leemans (BEL)         | 15e            |
| 24                    | Robert-Jon McCarthy (AUS) | HD             |
| 25                    | Jenthe Biermans (BEL)     | 2e             |
| Directeur sportif : ? |                           |                |

| CC Nogent-sur-Oise NOG | CC Nogent-sur-Oise NOG   | CC Nogent-sur-Oise NOG |
| ---------------------- | ------------------------ | ---------------------- |
| Num                    | Coureur                  | Pos                    |
| 26                     | Marc Fournier (FRA)      | AB                     |
| 27                     | Adrien Garel (FRA)       | 48e                    |
| 28                     | Corentin Ermenault (FRA) | HD                     |
| 29                     | Jérémy Lecroq (FRA)      | AB                     |
| 30                     | Félix Pouilly (FRA)      | 4e                     |
| Directeur sportif : ?  |                          |                        |

| Lotto-Soudal U23 LTU  | Lotto-Soudal U23 LTU    | Lotto-Soudal U23 LTU |
| --------------------- | ----------------------- | -------------------- |
| Num                   | Coureur                 | Pos                  |
| 31                    | Michael Goolaerts (BEL) | AB                   |
| 32                    | Senne Leysen (BEL)      | AB                   |
| 33                    | Enzo Wouters (BEL)      | AB                   |
| 34                    | Ruben Pols (BEL)        | 58e                  |
| 35                    | Hayden McCormick (NZL)  | 24e                  |
| Directeur sportif : ? |                         |                      |

| CC Étupes CCE         | CC Étupes CCE            | CC Étupes CCE |
| --------------------- | ------------------------ | ------------- |
| Num                   | Coureur                  | Pos           |
| 36                    | Hugo Hofstetter (FRA)    | 3e            |
| 37                    | Fabien Doubey (FRA)      | 52e           |
| 38                    | Pierre Idjouadiene (FRA) | 61e           |
| 39                    | Damien Touzé (FRA)       | 50e           |
| 40                    |                          |               |
| Directeur sportif : ? |                          |               |

| Stölting STG          | Stölting STG          | Stölting STG |
| --------------------- | --------------------- | ------------ |
| Num                   | Coureur               | Pos          |
| 41                    | Nils Politt (GER)     | AB           |
| 42                    | Jonas Tenbrock (GER)  | 13e          |
| 43                    | Moritz Backofen (GER) | HD           |
| 44                    | Arne Egner (GER)      | AB           |
| 45                    |                       |              |
| Directeur sportif : ? |                       |              |

| Chambéry CF CCF       | Chambéry CF CCF     | Chambéry CF CCF |
| --------------------- | ------------------- | --------------- |
| Num                   | Coureur             | Pos             |
| 46                    | Jaap de Jong (NED)  | 37e             |
| 47                    | Nico Denz (GER)     | 33e             |
| 48                    | Étienne Fabre (FRA) | 21e             |
| 49                    | Julien Roux (FRA)   | AB              |
| 50                    | Mattia Viel (ITA)   | HD              |
| Directeur sportif : ? |                     |                 |

| Color Code-Aquality Protect CCB | Color Code-Aquality Protect CCB | Color Code-Aquality Protect CCB |
| ------------------------------- | ------------------------------- | ------------------------------- |
| Num                             | Coureur                         | Pos                             |
| 51                              | Charlie Arimont (BEL)           | 42e                             |
| 52                              | Franklin Six (BEL)              | HD                              |
| 53                              | Jimmy Duquennoy (BEL)           | 7e                              |
| 54                              | Antoine Loy (BEL)               | 51e                             |
| 55                              | Julien Kaise (BEL)              | AB                              |
| Directeur sportif : ?           |                                 |                                 |

| AWT-Greenway AWT      | AWT-Greenway AWT               | AWT-Greenway AWT |
| --------------------- | ------------------------------ | ---------------- |
| Num                   | Coureur                        | Pos              |
| 56                    | Rayane Bouhanni (FRA)          | AB               |
| 57                    | Przemysław Kasperkiewicz (POL) | 11e              |
| 58                    | Iván García (ESP)              | 52e              |
| 59                    | Roman Lehký (CZE)              | AB               |
| 60                    | Erik Baška (SVK)               | AB               |
| Directeur sportif : ? |                                |                  |

| BIC 2000 BIC          | BIC 2000 BIC           | BIC 2000 BIC |
| --------------------- | ---------------------- | ------------ |
| Num                   | Coureur                | Pos          |
| 61                    | Franck Bonnamour (FRA) | AB           |
| 62                    | Léo Danès (FRA)        | 44e          |
| 63                    | Valentin Madouas (FRA) | 39e          |
| 64                    | Benjamin Masson (FRA)  | AB           |
| 65                    | Tony Périou (FRA)      | AB           |
| Directeur sportif : ? |                        |              |

| Roth-Škoda ROT        | Roth-Škoda ROT          | Roth-Škoda ROT |
| --------------------- | ----------------------- | -------------- |
| Num                   | Coureur                 | Pos            |
| 66                    | Michael Bresciani (ITA) | AB             |
| 67                    | Yannick Eckmann (USA)   | AB             |
| 68                    | Giacomo Tomio (ITA)     | AB             |
| 69                    | Dylan Page (SUI)        | 16e            |
| 70                    | Gianluca Ocanha (SUI)   | 54e            |
| Directeur sportif : ? |                         |                |

| Baguet-MIBA Poorten-Indulek BMP | Baguet-MIBA Poorten-Indulek BMP | Baguet-MIBA Poorten-Indulek BMP |
| ------------------------------- | ------------------------------- | ------------------------------- |
| Num                             | Coureur                         | Pos                             |
| 71                              | Ruben Van Der Haeghen (BEL)     | AB                              |
| 72                              | Jens Moens (BEL)                | AB                              |
| 73                              | Braam Merlier (BEL)             | 20e                             |
| 74                              | Killian Michiels (BEL)          | HD                              |
| 75                              | Matthias Van Beethoven (BEL)    | AB                              |
| Directeur sportif : ?           |                                 |                                 |

| VC Rouen 76 VCR       | VC Rouen 76 VCR         | VC Rouen 76 VCR |
| --------------------- | ----------------------- | --------------- |
| Num                   | Coureur                 | Pos             |
| 76                    | Dylan Kowalski (FRA)    | 45e             |
| 77                    | Oskar Nisu (EST)        | AB              |
| 78                    | Adrien Carpentier (FRA) | 28e             |
| 79                    | Aurélien Chrétien (FRA) | AB              |
| 80                    | Arnaud Descamps (FRA)   | HD              |
| Directeur sportif : ? |                         |                 |

| Riwal Platform RIW    | Riwal Platform RIW          | Riwal Platform RIW |
| --------------------- | --------------------------- | ------------------ |
| Num                   | Coureur                     | Pos                |
| 81                    | Emil Bækhøj Halvorsen (DEN) | AB                 |
| 82                    | Nicolai Brøchner (DEN)      | 38e                |
| 83                    | Tobias Mørch (DEN)          | 55e                |
| 84                    | Martin Herbæk Grøn (DEN)    | 17e                |
| 85                    | Casper Pedersen (DEN)       | 49e                |
| Directeur sportif : ? |                             |                    |

| BMC Development BMD   | BMC Development BMD        | BMC Development BMD |
| --------------------- | -------------------------- | ------------------- |
| Num                   | Coureur                    | Pos                 |
| 86                    | Théry Schir (SUI)          | 8e                  |
| 87                    | Tom Bohli (SUI)            | 14e                 |
| 88                    | Nathan Van Hooydonck (BEL) | 36e                 |
| 89                    | Bas Tietema (NED)          | 10e                 |
| 90                    | Lukas Spengler (SUI)       | 1er                 |
| Directeur sportif : ? |                            |                     |

| ESEG Douai-Origine Cycles ESD | ESEG Douai-Origine Cycles ESD | ESEG Douai-Origine Cycles ESD |
| ----------------------------- | ----------------------------- | ----------------------------- |
| Num                           | Coureur                       | Pos                           |
| 91                            | Kenny Bouvry (BEL)            | 41e                           |
| 92                            | Thomas Joly (FRA)             | AB                            |
| 93                            | Anthony Kuentz (FRA)          | AB                            |
| 94                            | Samuel Leroux (FRA)           | 59e                           |
| 95                            | Benjamin Poiret (FRA)         | AB                            |
| Directeur sportif : ?         |                               |                               |

| BCV Works-Soenens BCV | BCV Works-Soenens BCV     | BCV Works-Soenens BCV |
| --------------------- | ------------------------- | --------------------- |
| Num                   | Coureur                   | Pos                   |
| 96                    | Cédric Defreyne (BEL)     | AB                    |
| 97                    | Tijs Delbaere (BEL)       | AB                    |
| 98                    | Edward Planckaert (BEL)   | 18e                   |
| 99                    | Alessandro Soenens (BEL)  | AB                    |
| 100                   | Bram Van Renterghem (BEL) | AB                    |
| Directeur sportif : ? |                           |                       |

| Sojasun espoir-ACNC ANC | Sojasun espoir-ACNC ANC | Sojasun espoir-ACNC ANC |
| ----------------------- | ----------------------- | ----------------------- |
| Num                     | Coureur                 | Pos                     |
| 101                     | Axel Guilcher (FRA)     | AB                      |
| 102                     | Franck Lemonnier (FRA)  | AB                      |
| 103                     | Martin Rapin (FRA)      | AB                      |
| 104                     | Hamish Schreurs (NZL)   | AB                      |
| 105                     | Camille Guérin (FRA)    | 56e                     |
| Directeur sportif : ?   |                         |                         |

| Axeon BDT             | Axeon BDT                | Axeon BDT |
| --------------------- | ------------------------ | --------- |
| Num                   | Coureur                  | Pos       |
| 106                   | Geoffrey Curran (USA)    | AB        |
| 107                   | Daniel Eaton (USA)       | HD        |
| 108                   | Tao Geoghegan Hart (GBR) | 27e       |
| 109                   | Justin Oien (USA)        | AB        |
| 110                   | Logan Owen (USA)         | 46e       |
| Directeur sportif : ? |                          |           |

| SCO Dijon SCD         | SCO Dijon SCD            | SCO Dijon SCD |
| --------------------- | ------------------------ | ------------- |
| Num                   | Coureur                  | Pos           |
| 111                   | Jérémy Defaye (FRA)      | 60e           |
| 112                   | Matthieu Garnier (FRA)   | 43e           |
| 113                   | Guillaume Gauthier (FRA) | AB            |
| 114                   | Charles Meunier (FRA)    | HD            |
| 115                   | Alexandre Pacot (FRA)    | 30e           |
| Directeur sportif : ? |                          |               |

| USSA Pavilly Barentin PAV | USSA Pavilly Barentin PAV  | USSA Pavilly Barentin PAV |
| ------------------------- | -------------------------- | ------------------------- |
| Num                       | Coureur                    | Pos                       |
| 116                       | Wilfried Canales (FRA)     | HD                        |
| 117                       | Florian Leroyer (FRA)      | AB                        |
| 118                       | Médéric Mancel (FRA)       | AB                        |
| 119                       | Anthony Morel (FRA)        | AB                        |
| 120                       | Florian Van Eslander (FRA) | HD                        |
| Directeur sportif : ?     |                            |                           |

| T.Palm-Pôle Continental Wallon PCW | T.Palm-Pôle Continental Wallon PCW | T.Palm-Pôle Continental Wallon PCW |
| ---------------------------------- | ---------------------------------- | ---------------------------------- |
| Num                                | Coureur                            | Pos                                |
| 121                                | Thomas Armstrong (GBR)             | AB                                 |
| 122                                | Guillaume Delvaux (BEL)            | AB                                 |
| 123                                | Bastien Kroonen (BEL)              | AB                                 |
| 124                                | Alexandre Seny (BEL)               | AB                                 |
| 125                                | Maxime Vekeman (BEL)               | 40e                                |
| Directeur sportif : ?              |                                    |                                    |

| Dunkerque Littoral-Cofidis DLC | Dunkerque Littoral-Cofidis DLC | Dunkerque Littoral-Cofidis DLC |
| ------------------------------ | ------------------------------ | ------------------------------ |
| Num                            | Coureur                        | Pos                            |
| 126                            | Quentin Bernard (FRA)          | AB                             |
| 127                            | Maxime Blampain (FRA)          | 34e                            |
| 128                            | Johan De Jonckheere (FRA)      | 35e                            |
| 129                            | Bryan Delehaye (FRA)           | AB                             |
| 130                            | Killian Évenot (FRA)           | AB                             |
| Directeur sportif : ?          |                                |                                |